# جوزيب باليتش
جوزيب باليتش هو لاعب كرة قدم كرواتي في مركز الوسط، ولد في 8 يوليو 1993 في سبليت في كرواتيا. لعب مع NK Krško Posavje ‏.

## وصلات خارجية
- جوزيب باليتش على موقع قاعدة بيانات كرة القدم.إي يو (الإنجليزية)
- جوزيب باليتش على موقع Soccerway.com (الإنجليزية)